# Rosa kujmanica
Rosa kujmanica — вид рослин з родини розових (Rosaceae); ендемік Середньоросійської височини.

## Поширення
Ендемік Середньоросійської височини.